# Max et Zoé
Max et Zoé est une série de bande dessinée pour la jeunesse.
- Scénario : Étienne Davodeau
- Dessins et couleurs : Joub

## Albums
- Tome 1 : Les Voleurs de roues (1999)
- Tome 2 : Un camion pour les moutons (2000)
- Tome 3 : Des animaux bizarres (2001)
- Tome 4 : La Grosse Bêtise (2002)
- Tome 5 : Le Plus Gros Avion du monde (2003)

## Publication

### Éditeurs
- Delcourt (Collection Jeunesse) : Tomes 1 à 5 (première édition des tomes 1 à 5).